# Rusafa (Siria)

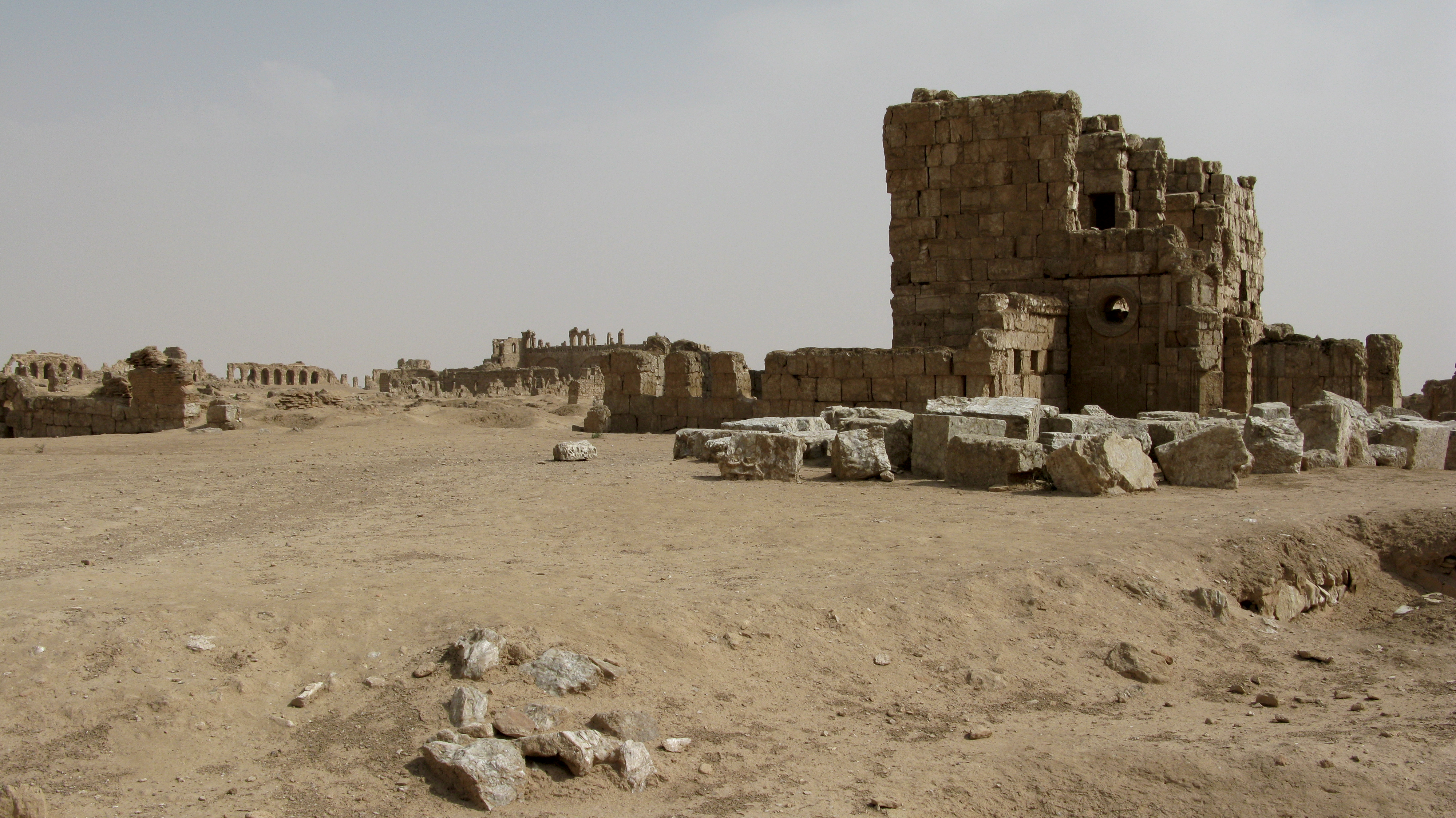
Rusafa

Le rovine di Resafa (in arabo  الرصافة‎?, al-Ruṣāfa), conosciuta anche come Sergiopoli, sorgono nel deserto siriano, a soli 35 km a sud dell'Eufrate, dove confluivano le vie carovaniere che portavano verso Dura Europos a sud-est e verso Aleppo ad ovest. Da Palmira e proveniente da Bosra, la famosa strada lastricata costruita da Diocleziano si dirigeva verso l'Eufratesia con stazione in questa città. Grandi traffici giungevano sotto le sue mura, e Resafa fungeva anche da centro di controllo, fornendo protezione al commercio minacciato dalle tribù locali. Per indicare la città si possono trovare anche il nome Rasappa (nell'antica lingua siriaca); più tardi Rhisapha; nella Vulgata troviamo Reseph (2Re 19,2; Isaia 37,12).

## Storia

### Origini
Si era supposto che la città fosse stata costruita prima del IX secolo a.C. e presto dominata dagli Assiri, la cui presenza sarebbe testimoniata da alcuni elenchi che nominano governatori di tale nazionalità nella regione tra l'839 e il 737 a.C. In questi elenchi Resafa sarebbe la capitale della provincia di Laqe; dalle menzioni bibliche (Isaia 37,12 e 2 Re 19,12) si apprende che la strada del deserto dall'Eufrate a Palmira esisteva già e passava per una città nota come Reseph. Tuttavia non abbiamo testimonianze archeologiche a supporto di un insediamento così precoce.

### Dominazione romana
Fonti sicure per la città le abbiamo soltanto per il periodo tardoantico: la Notita Dignitatum testimonia che Diocleziano (284-305 d.C.), fortificò, con uno squadrone di cavalieri autoctoni, gli equites promoti indigenae, il castrum di Resafa che divenne un importante avamposto militare oltre che un centro economico. Poco più tardi la città sarebbe divenuta meta di pellegrinaggio per i cristiani, perché vi aveva subito il martirio il soldato Sergio: secondo la Vita SS. Sergii et Bacchi, i due erano soldati, primicerius e secondocerius presso il palazzo di Massimino Daia, cui fu assegnata la parte orientale dell'Impero e che morì nel 313. I due furono accusati davanti all'imperatore di essere cristiani e, poiché rifiutarono di abiurare, furono torturati e uccisi: Bacco morì di fatica presso il castrum di Barbalisso, mentre Sergio fu decapitato e sepolto a Resafa. Nonostante la scarsa attendibilità storica di tali notizie, si sviluppò subito il culto del martire, che ebbe il suo centro proprio nella città di Resafa. La ricchezza della città era dovuta al commercio della lana e ai ricchi donativi per il santuario del santo.
Poco dopo il 431 Giovanni di Antiochia ordinò il primo vescovo di Resafa, Mariano o Mariniano. Successivamente la città divenne sede di un metropolita, nominato dall'imperatore Anastasio I. Lo stesso imperatore nel 491 la rinominò ufficialmente Sergiopoli.
Nel 524 il vescovo Sergio, cui sono attribuiti importanti interventi nella chiesa principale della città, fu inviato da Giustiniano come ambasciatore presso al-Mundhir, il capo della dinastia semi-indipendente dei Ghassanidi.
Nel VI secolo si rinnovò la minaccia persiana. Giustiniano potenziò la linea difensiva che includeva la città di Zenobia (Halabiya), Sergiopoli (Rusafa) e l'insediamento fortificato di Qasr ibn Wardan. Tuttavia, nonostante la pace stipulata con Giustiniano, nel 540 il sovrano sasanide Cosroe I irruppe in Siria. Procopio di Cesarea ci parla del vescovo di Resafa, Candido che, non avendo mantenuto gli accordi presi con i Persiani, fu imprigionato e torturato e nel De aedificiis ancora Procopio ricorda gli edifici fatti costruire da Giustiniano nella città (anche se a volte si tratta di costruzioni di imperatori precedenti).

### Dominazione araba
La città fu persa dai romani nel VII secolo: gli arabi, inviati dal califfo ʿUmar, che regnò tra il 634 e il 644, ottennero la vittoria definitiva presso lo Yarmūk nel 636. Durante il periodo della dinastia califfale omayyade la città - chiamata in arabo Ruṣāfa (in arabo ﺍﻟﺮﺼﺎﻓـة‎?) - fu residenza del califfo Hishām, che governò tra 724 e 743,  e vi furono costruiti un sūq, un mercato coperto e un khān, vale a dire un caravanserraglio.
Con l'avvento della nuova dinastia degli Abbasidi fu creata una nuova fortezza presso la vicina al-Raqqa. Nell'VIII la città subì alcuni danni a causa di un terremoto, ma un piccolo nucleo di abitanti continuò a risiedere a Resafa/Ruṣāfa: le case di pietra mostrano un utilizzo continuo dal VI al XIII secolo. Il medico arabo Ibn Butlān fu ospite in città presso il vescovo nel 1050, mentre il geografo Yāqūt, che vi sostò intorno al 1225, vi vide un convento pieno di bellezze ancora abitato dai monaci. La città era rimasta una meta di pellegrinaggio: vi si recavano i cavalieri che giungevano in Oriente per le crociate, come testimonia il ritrovamento di un recipiente d'argento con lo stemma del nobile francese Raul I di Couzy, che partecipò alla terza crociata. Il recipiente è stato trovato sepolto insieme ad altri piatti d'argento, forse per essere salvato dall'arrivo dei mongoli, che piombarono sulla Siria tra 1259 e 1260. L'arrivo dei mongoli prima e dei turchi poi portò all'abbandono della città che, periodicamente, continuò ad ospitare gruppi di pastori nomadi.

## Edifici civili
Si conserva molto bene la cinta muraria, a pianta quadrilatera, con torri circolari agli angoli; il lato che ha subito meno danni è quello nord I lavori di costruzione iniziarono intorno al VI secolo circa, per rimpiazzare la cerchia più antica, forse di mattoni crudi, in previsioni di assalti da parte dei persiani, e in particolare, probabilmente prima del 542, data dell'assedio della città, ricordato da Procopio di Cesarea, da parte di Cosroe I, che però non riuscì ad espugnarla.
La cinta è rimasta per un'altezza di m 10-12, ed è stata costruita con un triplice sistema di difesa: un peribolo con alte torri circolari e torri più grandi agli angoli, circolari o rettangolari, una cortina più bassa (l'antimurale) intervallata da bastioni, ed un fossato. Il peribolo raggiunge i tre piani di altezza, di cui quello intermedio, molto largo, risulta aperto verso l'interno da una serie di grandi arcate.

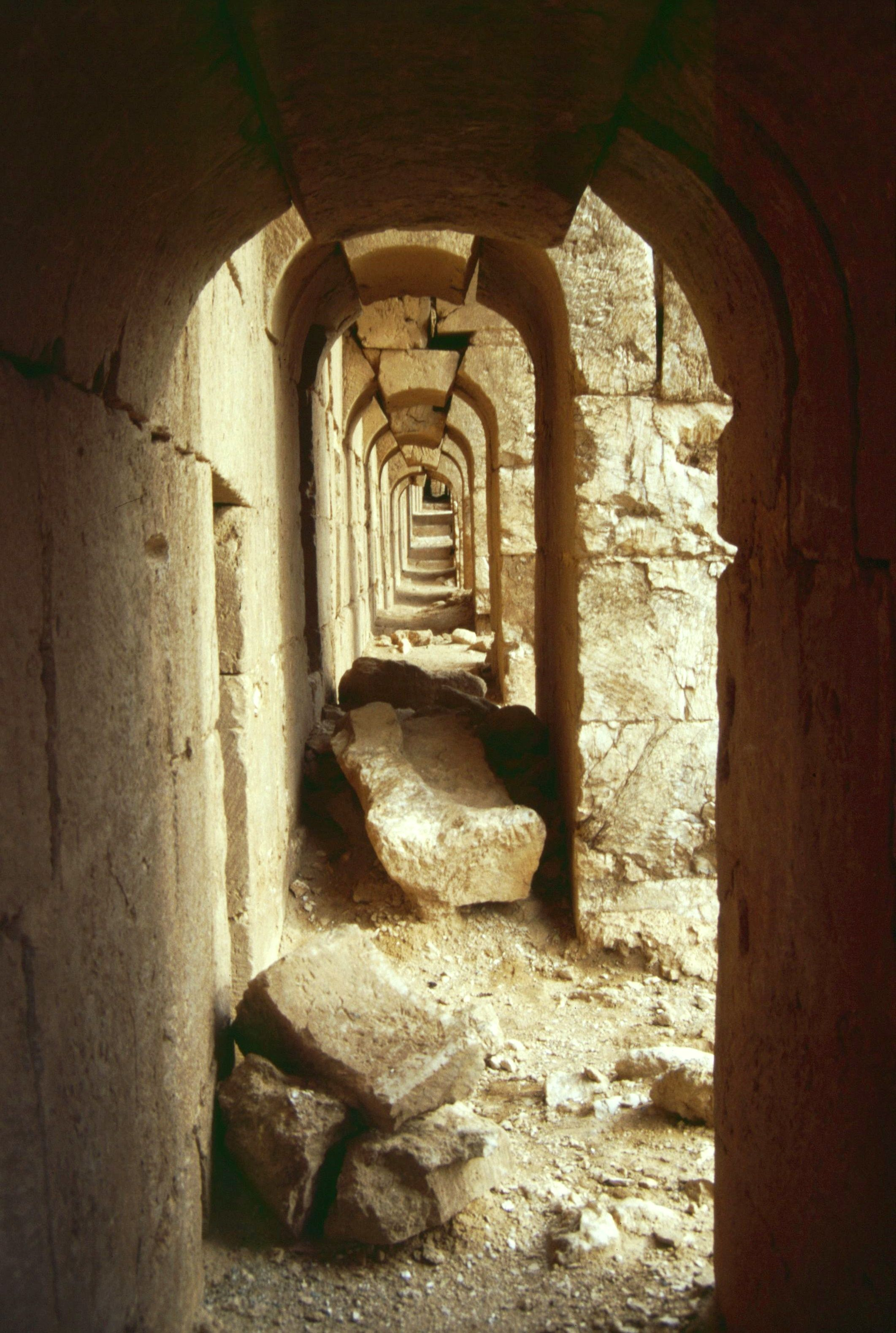

Ogni parete delle mura conserva una porta di accesso: quelle meglio conservate sono quelle est e nord e quest'ultima presenta anche una ricca ornamentazione, che ci testimonia l'attività delle botteghe locali, con una semplificazione dell'apparato decorativo che ne dimostra l'allontanamento dalle tradizioni metropolitane. Tale ornamentazione è dovuta forse al fatto che proprio la Porta Nord rappresentava il principale accesso alla città: qui giungevano le più importanti vie carovaniere.
La città sorgeva lontano da corsi d'acqua che potessero soddisfare i bisogni della popolazione, così l'approvvigionamento idrico avveniva tramite alcune grandi cisterne posizionate all'esterno delle mura cittadine e, con un sistema di canalizzazioni, filtri e vasche, l'acqua potabile giungeva in città presso altre cisterne, di cui però rimangono pochi resti.
All'interno delle mura sono rimasti resti di costruzioni riconducibili ad epoche e scopi diversi, indicati per comodità con le lettere dell'alfabeto.
- L'edificio G, di probabile epoca araba, potrebbe essere stato un edificio termale;
- l'edificio K è invece una cisterna di età bizantina;
- l'edificio L risale all'epoca bizantina ed è formato da due absidi collegate da una serie di arcate, di uso non definito;
- l'edificio P è costituito da un cortile rettangolare con sezioni rettangolari nelle pareti nord e sud. Le fondazioni sono del periodo romano, ma le volte in mattoni risalgono ad un'epoca più tarda; la sua utilizzazione più probabile è quella di deposito di merci.
- l'edificio F che fu considerato anche una Basilica e indicato con il nome di Basilica C, databile intorno al V-VI secolo, di cui rimangono la navata centrale, che termina con un'abside sormontato da una semicupola, ed un ambiente quadrangolare, che affianca l'abside.

L'edificio civile più interessante si trova però appena fuori dalle mura della città: inizialmente fu scambiato per una chiesa, mentre grazie ad un'iscrizione si è riusciti a capire che si trattava di una Sala delle udienze, utilizzata dal re ghassanide al-Mundhir. La pianta è a croce greca iscritta in un quadrato. Pilastri cruciformi piuttosto tozzi e archi dividono l'interno in nove campate: quella centrale, più grande, doveva avere una copertura piramidale, in legno, le quattro campate sugli assi maggiori sono di forma rettangolare e presentano una copertura a botte in blocchi di pietra, mentre le quattro piccole campate d'angolo presentano cupole a vela. Un'esedra semicircolare, in asse con l'ingresso, dove prendeva posto il pubblico ufficiale o l'amministratore, è affiancata da due vani rettangolari.

## Edifici religiosi
La città presenta numerosi edifici religiosi, edificati grazie alla diffusione del culto per il martire Sergio, che la tradizione voleva sepolto a Resafa. Non si sa esattamente quale edificio abbia ospitato le reliquie di questo martire, che viene festeggiato il 7 ottobre ed è diventato il santo nazionale siriaco.

### Basilica A

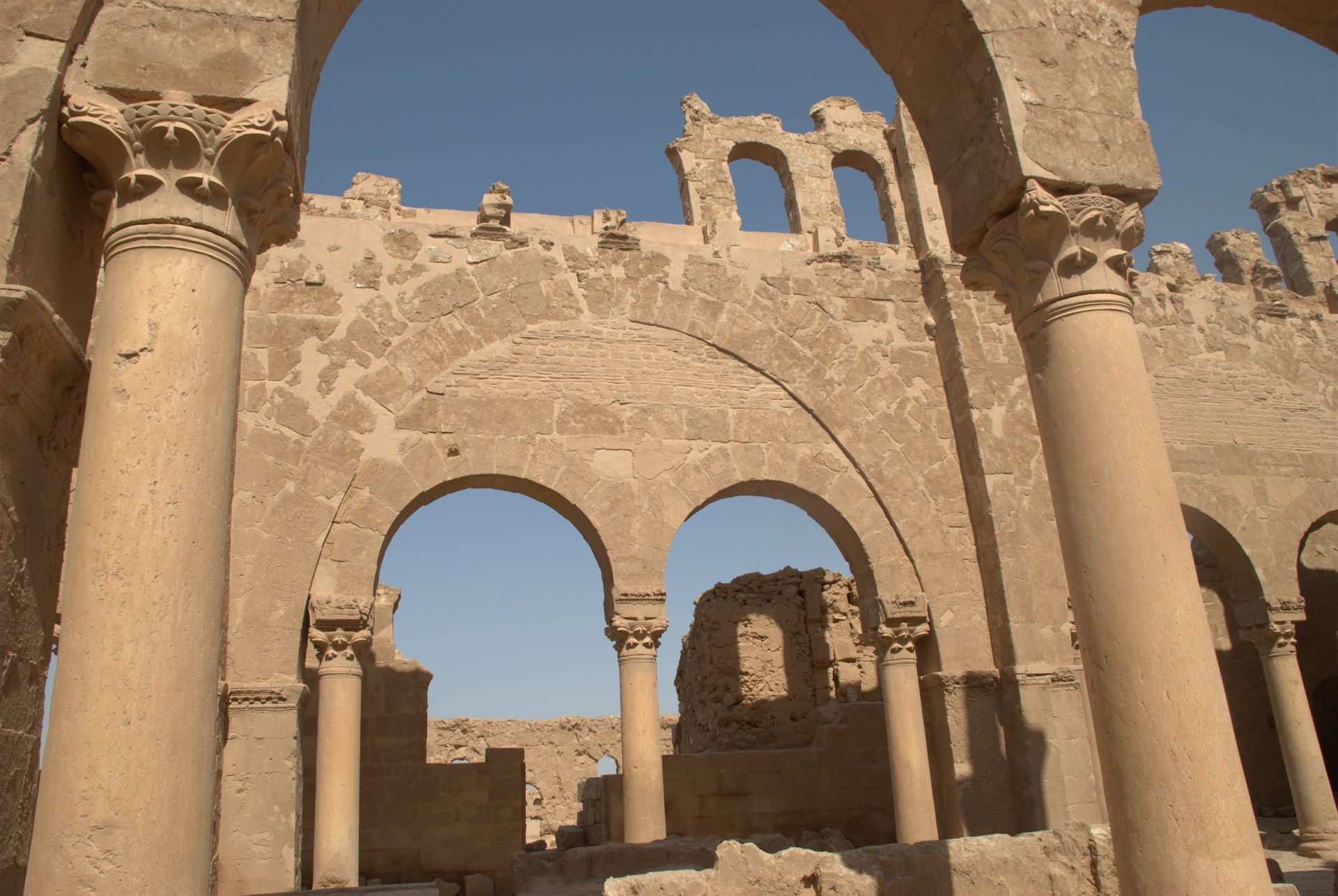
Basilica di San Sergio

Al complesso di rovine più ampio della città e che comprende resti di epoca sia bizantina che araba, appartiene la Basilica A, nota anche come basilica di San Sergio dalla presenza, sui capitelli della navata centrale, del nome di questo vescovo. Il ritrovamento dell'iscrizione con dedica alla Santa Croce aveva fatto in un primo momento ritenere che la chiesa avesse questa denominazione; anche se adesso si è molto più cauti e si ritiene che la dedica possa riferirsi anche ad un annesso e non a tutta la basilica. L'edificio ha subito molti rimaneggiamenti nel corso del tempo; per semplificare si può parlare di tre fasi, di cui solo le prime due sono di committenza cristiana; l'ultima infatti consiste principalmente in addizioni arabe. Il primitivo impianto prevedeva un edificio a tre navate con abside a ferro di cavallo, che accoglieva l'altare e il synthronon o seggio vescovile, fiancheggiata da due vani laterali di forma quadrata collegati ai piani superiori. La navata centrale è divisa in tre spazi mediante arcate su pilastri. Nel mezzo della navata centrale trova posto il bema, con pianta tripartita in vestibolo, podio ed emiciclo, tutti e tre lastricati. La chiesa fu forse edificata nel primo VI secolo, mentre alla fine a fine VI datano le prime trasformazioni, che consistettero in una nuova pavimentazione e in lavori alla copertura. Nella seconda metà del VII secolo furono modificate le arcate con l'inserimento degli archi (forse per motivi di stabilità) e il bema fu rimaneggiato - forse con l'inserimento di un ciborio. Nell'XI secolo furono compiuti ulteriori lavori di consolidamento, inserendo dei contrafforti. Poco è rimasto della decorazione della basilica ma, dai resti ritrovati durante le varie campagne di scavo, possiamo credere che la chiesa fosse ricoperta di marmi e decorata con mosaici pavimentali e parietali. La decorazione scultorea è in rimasta in minima parte: si tratta per lo più dei capitelli e delle modanature e profilature delle cornici marcapiano e degli architravi. L'unico affresco rimasto si trova in un annesso a due piani a sud-est della basilica, ma è piuttosto rovinato; rappresenta una croce gemmata tra girali acantiformi. Un lacerto di pavimento marmoreo si trova in un annesso vicino, e rappresenta varie specie animali con una connotazione simbolica piuttosto generica (cervi, pavoni) in un habitat paradisiaco, il che ha fatto pensare ad una connotazione battesimale per questo edificio. L'ultima fase consiste nell'inserimento della moschea all'interno del cortile settentrionale. La basilica cristiana e la moschea coesistettero pacificamente fino a quando la città, nel XIII secolo, non fu abbandonata. Un interessante ritrovamento effettuato sempre in quest'area mostra come il culto di Sergio attirasse nella città ancora dei pellegrini: 5 recipienti liturgici in argento niellato e dorato, databili al XIII secolo, erano stati sotterrati in una buca e avvolti in pezze di lino, forse a causa dell'invasione dei Mongoli.

### Tetraconco
A 10 metri a sud della Porta Nord, la principale porta di accesso alla città, sorge l'edificio conosciuto anche come Martyrion. La chiesa è a pianta rettangolare, con lo spazio interno diviso in tre navate da pilastri, mentre il muro occidentale e i due longitudinali nel mezzo si curvano verso l'esterno a formare delle esedre, dando vita ad una struttura triconca. Per quanto riguarda la navata centrale, lo spazio da coprire era molto vasto e quindi si può ipotizzare che fosse coronata da un tetto piramidale o piatto. La navata centrale termina con un'abside nel muro est, ornato con un cornicione che chiude la cupola. Questo tipo di edificio in genere aveva connotazione martiriale, tuttavia edifici a pianta triconca erano usati in Siria anche come semplici chiese episcopali. La datazione dell'edificio oscilla tra la fine del V e gli inizi del VI secolo, quindi tra il regno di Anastasio I e quello di Giustiniano I. La presenza di un synthronon e di un presunto battistero ha fatto sì che l'edificio fosse ritenuto la cattedrale del VI secolo.

### Basilica B
Della Basilica B resta pochissimo, l'angolo meridionale dell'abside e due ambienti a sud-est. Sappiamo che l'edificio fu costruito su una serie di costruzioni preesistenti, le più antiche databili al I secolo d.C.; oltre a queste, sono stati individuati resti di un edificio databile al V secolo. Gli scavi hanno riportato alla luce un edificio a tre navate, separate da una fila di dieci colonne. Probabilmente l'edificio era preceduto da un portico lungo la parete sud. La zona absidale è quella più articolata, con una serie di annessi dei quali sicuramente due erano destinati al culto martiriale. Sono state trovate tracce di graffiti inneggianti il martire Leonzio. Materiali provenienti da questa chiesa sono stati trovati riutilizzati in altri edifici della città; in particolare un'epigrafe - rinvenuta nella moschea - che parla di un rifacimento a partire dalle fondazioni di questo edificio databile al 518. I resti di IV secolo potrebbero quindi essere pertinenti al primo martyrion di Sergio.